# 생선알

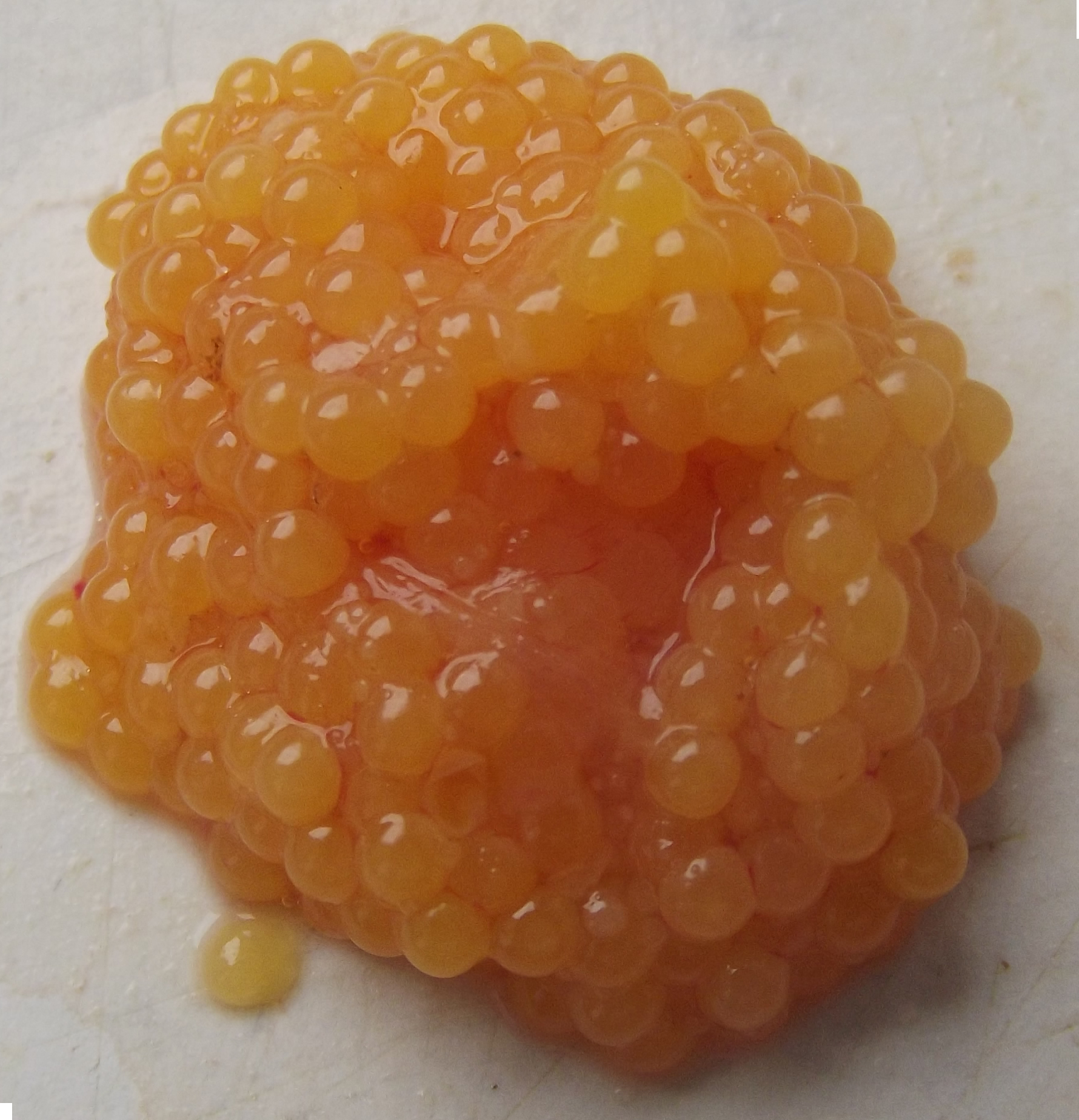
메기 알

생선알(문화어: 물고기알)은 어패류의 알이다.
어물고기 배 속의 알은 곤이(鯤鮞)라 부른다. 생선알은 단백질이나 비타민, 미네랄 외에 DHA와 EPA 등이 풍부한 음식이다.

## 같이 보기
- 어란
- 가라스미
- 보타르가
- 캐비아